# Muhammad Mohaqiq
Haji Muhammad Mohaqiq (en darí: محمد محقق‎; Balj, 26 de julio de 1955) es un político afgano, quien se desempeñó en múltiples cargos públicos, habiéndose desempeñado como Vicepresidente, Vicejefe Ejecutivo, Ministro de Planificación y Parlamentario.
Presidente y fundador del Partido de Unidad Islámica del Pueblo de Afganistán, durante la década de 1980 se unió a los rebeldes muyahidines que lucharon contra el Gobierno de la República Democrática de Afganistán. Después de la retirada de la Unión Soviética del país, Mohaqiq fue nombrado líder del Hezb-e Wahdat para el norte de Afganistán.

## Biografía

### Primeros años
Mohaqiq nació en 1955 y es oriundo Mazar-e Sarif, capital de la Provincia de Balj. Es miembro de la etnia hazara y posee una licenciatura en Estudios Islámicos de Irán. Ha estado involucrado en actividades muyahidines desde la Revolución de Saur, en abril de 1978.

### Carrera política
Durante la Guerra Civil Afgana, a principios de la década de 1990, fue considerado como un líder prominente que luchaba por su pueblo hazara. A finales de la década de 1990, se unió a la Alianza del Norte (Frente Unido) en su resistencia y lucha contra el Emirato Islámico de Afganistán.
Tras la caída del régimen talibán, fue nombrado Vicepresidente y Ministro de Planificación en el Gobierno de Hamid Karzai.
Mohaqiq se presentó como candidato en las elecciones presidenciales de Afganistán de 2004. Quedó en tercer lugar con el 11,7% de los votos, después de Hamid Karzai y Yunus Qanuni.
Un artículo de enero de 2009 de Ahmad Majidyar, del American Enterprise Institute, incluyó a Mohaqiq en una lista de quince posibles candidatos en las elecciones presidenciales de 2009. Al final, sin embargo, Mohaqiq, optó por apoyar al presidente Karzai contra su principal rival, Abdullah Abdullah, en las elecciones.
En 2010, Mohaqiq dejó de apoyar al presidente Karzai debido a la política de apaciguamiento de Karzai hacia los insurgentes talibanes. A finales de 2011, Mohaqiq, Ahmad Zia Massoud y Abdul Rashid Dostum crearon el Frente Nacional de Afganistán. En las elecciones presidenciales de 2014, fue el candidato a Vicepresidente Segundo de la Campaña de Abdullah.
Desde 2014 hasta 2019 se desempeñó como segundo Vicejefe ejecutivo Abdullah Abdullah, a fines de enero de 2019 fue destituido por el presidente Ashraf Ghani en virtud del artículo 13 inciso 64 de la Constitución Nacional de Afganistán. Pero luego rechazó su despido y continuó asistiendo a reuniones oficiales con el Dr. Abdullah Abdullah. Durante las elecciones presidenciales de 2019, fue el candidato a Segundo Vicepresidente de Mohammad Hanif Atmar bajo las banderas del Partido Verdad y Justicia. Sin embargo, posteriormente dejó el partido y apoyó la candidatura de Abdullah.